# ایوان هلگوئرا
ایوان هلگوئرا (به اسپانیایی: Iván Helguera) بازیکن فوتبال اهل اسپانیا است که از سال ۱۹۹۸ تا ۲۰۰۴ میلادی عضو تیم ملی فوتبال اسپانیا بوده و در ۴۷ بازی ملی حضور داشته‌است. او در بازی‌های ملی‌اش ۳ گل به ثمر رساند.